# Orbital period (アルバム)
『orbital period』（オービタル・ピリオド）は、BUMP OF CHICKENのメジャー3枚目、通算5枚目のアルバム。2007年12月19日にトイズファクトリーから発売された。

## 概要
前作『ユグドラシル』以来、3年4か月ぶりのアルバム。ジャケット写真はBUMP OF CHICKENのロゴにも使われ、「メーデー」「宇宙飛行士への手紙」のPVにも登場する「星の鳥」。
タイトルの「orbital period」は、公転周期（軌道周期）を意味する。歌詞カードは藤原が書き下ろしたオリジナルストーリー「星の鳥」のブックレットと一体型になっており、88ページにも及ぶものとなっている（後述）。また、ブックレットとCDケースを収納するスリーブケースが付属している。
隠しトラックを含めると全部で18曲、無音の曲も含めたトラック数は28曲になる。「28」という数字は、BUMP OF CHICKENのメンバーの当時の年齢である。『orbital period』オリジナルプレミアムグッズ抽選応募券同梱。
オリコンチャートでは、メジャーデビュー以降にリリースされたオリジナル・アルバムの中で唯一首位を獲得できなかった作品ではあるものの、初動売上と年間順位はアルバムでは自己最高を記録した。
初動売上は38.1万枚を記録。2016年現在、シングル・アルバム通して自己最高の初動売上となっており、この記録を超える作品は存在しない。
裏ジャケットには「星の鳥」の中で作っていた「土でできた星の鳥」を写したと思われる写真がある。よく見ると、BUMP OF CHICKENのロゴマークの形になっている。この写真の元は、世界遺産のカナイマ国立公園である。

## 収録曲
| 全作詞・作曲: 藤原基央、全編曲: BUMP OF CHICKEN。 |                              |          |            |      |
| #                                                 | タイトル                     | 作詞     | 作曲・編曲 | 時間 |
| 1.                                                | 「voyager」                  | 藤原基央 | 藤原基央   | 1:18 |
| 2.                                                | 「星の鳥」                   | 藤原基央 | 藤原基央   | 0:55 |
| 3.                                                | 「メーデー」                 | 藤原基央 | 藤原基央   | 5:34 |
| 4.                                                | 「才悩人応援歌」             | 藤原基央 | 藤原基央   | 4:18 |
| 5.                                                | 「プラネタリウム」           | 藤原基央 | 藤原基央   | 5:33 |
| 6.                                                | 「supernova」                | 藤原基央 | 藤原基央   | 6:09 |
| 7.                                                | 「ハンマーソングと痛みの塔」 | 藤原基央 | 藤原基央   | 4:20 |
| 8.                                                | 「時空かくれんぼ」           | 藤原基央 | 藤原基央   | 5:11 |
| 9.                                                | 「かさぶたぶたぶ」           | 藤原基央 | 藤原基央   | 3:59 |
| 10.                                               | 「花の名」                   | 藤原基央 | 藤原基央   | 6:02 |
| 11.                                               | 「ひとりごと」               | 藤原基央 | 藤原基央   | 4:16 |
| 12.                                               | 「飴玉の唄」                 | 藤原基央 | 藤原基央   | 5:58 |
| 13.                                               | 「星の鳥 reprise」           | 藤原基央 | 藤原基央   | 0:39 |
| 14.                                               | 「カルマ」                   | 藤原基央 | 藤原基央   | 3:30 |
| 15.                                               | 「arrows」                   | 藤原基央 | 藤原基央   | 6:21 |
| 16.                                               | 「涙のふるさと」             | 藤原基央 | 藤原基央   | 5:03 |
| 17.                                               | 「flyby」                    | 藤原基央 | 藤原基央   | 1:55 |
| 合計時間:                                         | 合計時間:                    | 71:01    |            |      |

| 全作詞・作曲: BUMP OF CHICKEN。 |                                                       |                 |                 |
| #                               | タイトル                                              | 作詞            | 作曲・編曲      |
| 1.                              | 「BELIEVE」(歌・演奏: ハテナッチセブンクエスチョンズ) | BUMP OF CHICKEN | BUMP OF CHICKEN |

### 楽曲解説
1. voyager
「flyby」と対になる曲。
「flyby」と同時に作られた曲で、他の曲が全て揃ってミックスをしている最中に藤原がスタジオの会議室のような部屋で書き上げ、その後すぐにスタッフやメンバーに聞いてもらったという。直井曰く、この曲は藤原がライブのリハーサルなどでギターを持つと常に弾いていたアルペジオで、直井自身もアルペジオだけで構成されている曲だと思っていたところ、歌詞とメロディが付くと知らされて驚いたらしい[1]。このアルペジオは、ギターのそれぞれの弦が別々に録音され、別々にパンニングされている。「アルバムの製作では最後にできた曲だが、『orbital period』という作品に真っ直ぐ芯を通してくれた2曲だ」と語っている。タイトルの由来は発売年から28年前（1979年）に木星に接近（flyby）したボイジャー1号。「ボイジャー」という単語は、2018年リリースの「話がしたいよ」の歌詞にも登場している。
アウトロは次の「星の鳥」と繋がっており、2008年から2013年までのライブでは、「星の鳥」が演奏される前にアウトロのみが鳴り続ける演出がされていた。
これまでライブで演奏されていなかったが、2024年に行われたツアー「ホームシック衛星2024」で「flyby」とセットでライブ初披露された。
2. 星の鳥
インストゥルメンタル楽曲。この曲は「メーデー」のレコーディング中にディレクターが「“メーデー”をアルバムに入れるときは、前奏を長くして入れよう」と発案したことがきっかけで製作され、藤原自身、そのアイディアについてすごくドラマチックなことだと感じていた[2]。曲の製作過程は、「メーデー」で使用されているアルペジオで、リード・フレーズ的な表情や役割を持っているものを抜き出し、それに和音を加えるというもの。その為にいろいろな和音の数や小節の数を考え、最終的にしっくりきた組み合わせは、藤原曰く「理論的にはすごく変な小節」だという。
「星の鳥」と「メーデー」はトラックは分かれているが、音は繋がっている。
3. メーデー
13thシングル。
前曲「星の鳥」と音が繋がっている。その関係で、シングルバージョンより前奏部分が約8秒カットされている。
PVはシングル発売当初は発表されず、本作の発売期になって発表された。なおPVの一部が、本作のCMに用いられている。
4. 才悩人応援歌
2007年早春に作られた曲。製作中の意図は藤原もあまり覚えておらず、曰く「バーッと書いた曲」[2]。
プリプロの前日に曲について考えていたがまとまらず、そのまま徹夜でプリプロに行くという事態になり、バンド練習の時間がなかったためにその場の勢いでギターを弾いて歌った、とのこと[2]。増川はその時のことについて「リズムのきっかけやトリックが全く解らず、驚きの連続だったが、聴いて弾いている方がハマってくる魅力のある曲。聴いたその瞬間からハマっていた」と語っている[2]。
5. プラネタリウム
9thシングル。
6. supernova
10thシングル「supernova/カルマ」1曲目。
7. ハンマーソングと痛みの塔
シングルを除けばアルバムの中で最も早い2006年の秋に完成した曲[1]。コード進行やメロディの断片的なアイディアだけが最初にあり、何か書こうと思って書いていたら完成した、と藤原は述べている。藤原は、「あの曲は大きな声で歌わないと書けなかったと思いますね」と語っている。藤原はこの曲が書き上がるとマンションの自室に直井と升を呼び（増川は携帯電話の電波が圏外の場所にいたため連絡が取れなかった）、2人に披露したが、その際マンションの共用掲示板に苦情の貼り紙を貼り出されてしまったという[1]。
8. 時空かくれんぼ
「ひとりごと」と同時期に作られた。「8分の6拍子をやってみたい」という藤原の思いから作られた楽曲[1]。直井は「8分の6拍子のリズムなのに、メロディがそう聞こえさせてくれない。本当に8分の6拍子なのか、それとも変拍子なのか考えさせられた」としている[2]。
9. かさぶたぶたぶ
ビートルズが使用していたものに近い楽器で録音されている。元々、藤原が持ち込んだ隠しトラックの予定だったが、急遽アルバム曲へ昇格した[3]。「何の制作でも一度も手を抜いたことは無く、こういうイレギュラーな形で曲が生まれることもある」ということを表した一曲[2]。
アウトロの余韻が次の 「花の名」 に繋がっている。
10. 花の名
12thシングル。
特に表記はされていないがアルバムバージョンであり、シングルバージョンと比べて弦一徹ストリングスによるストリングスの音が抑えられている。
11. ひとりごと
「時空かくれんぼ」と同時期に作られた曲[1]。
12. 飴玉の唄
2006年末に書かれた曲で、「ハンマーソングと痛みの塔」の次にこのアルバムの中で早い段階で作られた曲である[1]。曲を書いた時、ギターで弾き小さな声で歌いながらできたという[1]。藤原はこの曲以降、弾き語りでデモを録っている時に他のメンバーがブースにいるのを気恥ずかしく思い、プリプロで1人で作業するようになったという[2]。なお、バンド結成28周年及びこのアルバムのリリース17周年を記念して、2024年にMVが制作された。
アウトロの余韻が次の「星の鳥 reprise」に繋がっている。
13. 星の鳥 reprise
インストゥルメンタル。こちらも「星の鳥」と同様に「メーデー」の前奏の一部が使用されている。
アウトロの余韻が次曲「カルマ」と繋がっている。
14. カルマ
10thシングル「supernova/カルマ」2曲目。
PS2用ゲームソフト『テイルズ オブ ジ アビス』主題歌。
15. arrows
16. 涙のふるさと
11thシングル。
17. flyby
「voyager」と伴奏はほぼ同じだが、歌詞やメロディーに差異がある。
ライブでの演奏回数は「プレゼント」などと同様で非常に少なく、リリース後のツアー「ホームシップ衛星」では、終盤の追加5公演のみで演奏された。また、それ以降のライブツアー「WILLPOLIS 2014」や「TOUR 2017-2018 PATHFINDER」では、大阪公演のアンコールのみで演奏されている[4]。
2024年のツアー「ホームシック衛星2024」では「voyager」とセットで演奏された。

- 隠しトラックに「ハテナッチセブンクエスチョンズ」が歌う「BELIEVE」(作詞・作曲:BUMP OF CHICKEN)が収録されている。隠しジャケットは升演じるレッサーの日記風となっており、歌詞は掲載されていない。
  - メンバーの家で会議をするバンドがアドリブ・アカペラで即興演奏をするという内容の寸劇。曲中ではバンド名を決める話し合いの模様も収録されている。ジャケットにてバンド名「ハテナッチセブンクエスチョンズ」に決定したように書かれている。カップリング集「present from you」の隠しトラックにて正式には「トリプルミーミング」に決定していることがわかる。
  - 役名は藤原がハテナッチ、増川がチョキオ、直井がアンディーヌ、升がレッサーパンダ。

## ブックレット「星の鳥」
88ページに及ぶ歌詞カードを兼ねたブックレットで、オリジナルストーリーが収録されている。「星の鳥」を手にいれようとする王様と動物たちを巡る物語だが、モチーフを一部共有している以外に収録曲との直接的な関連性はない。イラストレーションは藤原基央、デザインはタイクーングラフィックス。歌詞カードのアイデアを練っていた時に藤原の発案で収録が決定したが、構想を練るうちにCDケースに収まらないものにまで膨れ上がっていき、アルバムの〆切間近にカンヅメ状態で一気に描き上げなければならなくなった。結局、最も忙しい時期で1〜2時間しか眠れないほどのタイトなスケジュールになってしまった。藤原は「もうやりたくない」というほどであった。

## 参加ミュージシャン
- 弦一徹ストリングス：Strings(M-10)

## PV集
BUMP OF CHICKENの4作目のPV集。2008年5月14日にトイズファクトリーから発売された。

### 解説
「涙のふるさと」の監督は山崎貴。それ以外の全てのPVの監督は番場秀一。同名のアルバム『orbital period』の曲を中心に収録。
特典として、ポストカードとステッカーが封入されている。また、翌月発売のアルバム『present from you』との連動プレミアム・グッズ応募抽選券も封入されている。「ALL PLAY」で見ると、「星の鳥」エディット映像に続きダイレクトで「メーデー」が再生される。

### 収録曲
1. メーデー
音源はシングルバージョンである。2008年度のSPACE SHOWER Music Video Awardsの「BEST YOUR CHOICE」部門において、「花の名」に次ぐ2位を獲得している。
2. 花の名
「メーデー」と同一の子役が出演している。SPACE SHOWER Music Video Awardsで2008年度「BEST VIDEO OF THE YEAR」「BEST YOUR CHOICE」「BEST GROUP VIDEO」を受賞した。同一年での3冠達成は史上初である。
3. プラネタリウム
撮影は神奈川県厚木市の厚木こども科学館のプラネタリウムで行われた。
4. supernova
六本木ヒルズにセットを組み上げ、インターネット上で募集した数千人のファンの中で撮影された。『天体観測』のPVの出演者（子役）も出演している。
5. カルマ
メンバー全員に対してそれぞれの「もう一人の自分」が登場している。テイルズ オブ ジ アビスと多少リンクされている。通常版シングルのジャケットとも連動している。
6. 涙のふるさと
ロッテのチョコレート『エアーズ』のCMソングであり、PVはCMの延長線上にある内容で、CMと同様堀北真希と森岡龍が出演し、映画監督の山崎貴が監督した。メジャーデビュー以降PVを手掛けて来た番場秀一は初めてスタッフから外れた。
7. ギルド
4thアルバム『ユグドラシル』の収録曲。2006年9月に無声映像作品『人形劇ギルド』としてリリースされる際に製作されたもの。『人形劇ギルド』の映像と2006年3月に行われた代々木第一体育館でのライブ映像を組み合わせたものである。